# Быджовский, Павел
Павел Быджовский (чеш. Pavel Bydžovský; 1496-1559) — чешский религиозный писатель XVI века, священник, гуманист

## Биография
Образование получил в Пражском университете, получил степень бакалавра.
Был рукоположен и в 1535 году стал приходским священником церкви Св. Гавела в пражском Старе-Место.
Страстный защитник утраквистов, убеждённый противник нового учения Лютера начавшего распространяться в то время в Богемии. Первые выступления начал в проповедях в Пражской академии, где новое учения находило всё больше сторонников. Затем начал сконяться созывам консистории обоих конфессий, в которой лютеранская вера имела превосходство.
Среди ближайших его друзей были такие известные чешские гуманисты, как Вацлав Гаек из Либочан, Брикци из Лицка, Сикст из Оттерсдорфа.
Автор несколько сочинений, между которыми более замечательны:
- «Traktát s krucifixem: Čechové milí» (1539);
- «Traktát s kalichem o třech věcech» (1539);
- «Zjevení sv. Jana v kap. 14» (Praha, 1539);
- «Knížky o přijímání těla a krve Páně» (Praha, 1539);
- «Tato knížka toto tré ukazuje, že Pán Bůh a člověk jest v svátosti atd.» (Praha, 1539);
- «Děťátka a neviňátka ihned po přijetí křtu sv. Tělo a Krev přijímati mají» (Praha, 1541);
- «Křestánskě víry upřimě о tělě a krvi boží vyznání» (1546) и др.